# Pterocarpus macrocarpus
Il padouk della Birmania (Pterocarpus macrocarpus Kurz, 1874) è un albero della famiglia delle Fabacee, originario dell'Indocina.

## Descrizione
Il padouk birmano è un albero di medie dimensioni, alto 10-30 metri e raramente può arriva a 39 metri. Il tronco raggiunge 1,7 metri di diametro. La corteccia è instabile, di colore grigio-marrone e, se tagliata, secerne una resina rossa.
Le foglie hanno lunghezza di cm 20-35, pennate, con 9-11 foglioline.
I fiori sono di colore giallo, prodotti in racemi della lunghezza di cm 5-9.
Il frutto è un baccello circondato da un'ala rotonda del diametro di cm 4,5-7, contenenti due o tre semi.

## Distribuzione e habitat
L'areale di questa specie comprende Birmania, Thailandia, Laos, Cambogia e Vietnam.
Cresce dal livello del mare sino a 670 m di altitudine.

## Conservazione
Pterocarpus macrocarpus è minacciata dall'eccessivo sfruttamento del suo legname.
La Lista rossa IUCN classifica questa specie come specie in pericolo di estinzione (Endangered).

## Usi
Il padouk dell Birmania fornisce un legname pregiato di colore rossiccio. Resiste discretamente agli agenti atmosferici e alle termiti. Pur non essendo estremamente denso, è uno dei legnami più pesanti del Sud-est asiatico. Viene utilizzato come legname da costruzione e per realizzare mobili, parquet, ruote di carri, manici di utensili e altro.